# (12701) Chénier
(12701) Chénier es un asteroide perteneciente al cinturón de asteroides descubierto el 15 de abril de 1990 por Eric Walter Elst desde el Observatorio de La Silla, Chile.

## Designación y nombre
Chénier se designó inicialmente como 1990 GE.
Más tarde, en 2004, fue nombrado en honor del poeta francés André Chénier (1762-1794).

## Características orbitales
Chénier está situado a una distancia media de 2,333 ua del Sol, pudiendo alejarse hasta 2,73 ua y acercarse hasta 1,936 ua. Su inclinación orbital es 6,52 grados y la excentricidad 0,1704. Emplea 1302 días en completar una órbita alrededor del Sol. El movimiento de Chénier sobre el fondo estelar es de 0,2766 grados por día.

## Características físicas
La magnitud absoluta de Chénier es 14,5.